# Kunst-Krypta
Die Kunst-Krypta in Bremen war von 1949 bis 1962 die erste Galerie Deutschlands für künstlerische Keramik.
1949 gründete Peter Hagenah, damals 21 Jahre alt, in einem Tiefbunker am „Theaterberg“ (dem Standort des ehemaligen Stadttheaters) in den Bremer Wallanlagen die Kunst-Krypta. Dort wurden in der allgemein Kunsthandwerk, im Besonderen jedoch Keramik-Unikate ausgestellt und verkauft. 1951 erhielt die zur „Krypta“ führende Treppe in den Untergrund ein von Architekt Julius Jäckel, der in den 1930er Jahren mit Bernhard Hoetger zusammengearbeitet hatte, entworfenes geschwungenes Dach aus Glasbausteinen. Die organischen Linien lehnten sich gestalterisch an den Himmelssaal im Haus Atlantis an und passten sich in ihrer Form in die Wallanlagen ein. Der Eingang zur Kunst-Krypta gehörte zu den Sehenswürdigkeiten in Bremen. 
Die Ausstellung wurde 1962 geschlossen und der Eingangsbereich 1968 – trotz Protesten – eingeebnet, nachdem die Baubehörde eine weitere Nutzung des Bunkers untersagt hatte.
Anlässlich des 200-jährigen Jubiläums der Wallanlagen im Jahre 2002 wurde im Zusammenhang mit Bauarbeiten von Stadtgrün nach dem ehemaligen Eingangsbereich gesucht.